# Pøs
Pøs er det maritime udtryk for det, der i land kaldes spand. En pøs kan anvendes som øse fx ved lænsning i småbåde og joller, men anvendes i øvrigt overalt ombord på et skib, hvor der er brug for en spand.

## Oprindelse
Ordet pøs stammer fra det hollandske 'puts', og betegnede oprindeligt en spand med et tov monteret på hanken. Midt på pøsens hank fandtes et øje, hvori tovværket var fastsplejset. På den måde var det muligt at kaste den overbord og dernæst hale en fyldt pøs med havvand indenbords. I træskibenes dage anvendtes havvand til stort set alt, hvad der skulle bruges vand til, idet der ombord kun fandtes en begrænset mængde af ferskvand.